# Malasudis
Malasudis es un género de ácaros perteneciente a la familia Diarthrophallidae.

## Especies
- Malasudis R. O. Schuster & F. M. Summers, 1978
  - Malasudis arii Haitlinger, 2001
  - Malasudis echinopus Schuster & Summers, 1978
  - Malasudis korae Haitlinger, 2001
  - Malasudis tribulus R. O. Schuster & F. M. Summers, 1978
  - Malasudis vernae Haitlinger, 2001